# La Fontana de Oro

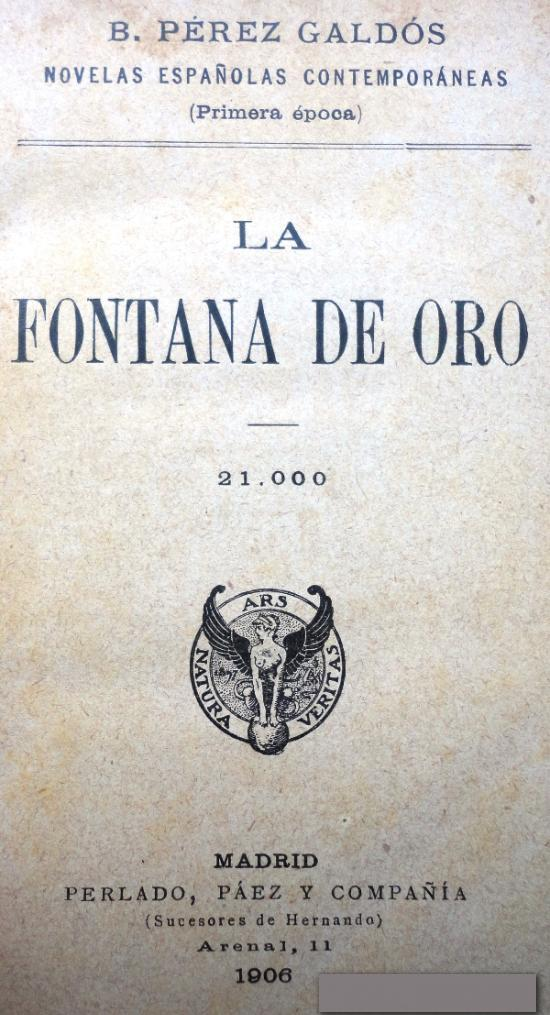
Portada de La Fontana de Oro para la edición de 1906, de 20 000 ejemplares.

La Fontana de Oro es la primera novela de Benito Pérez Galdós, publicada en 1870. La acción transcurre en la ciudad de Madrid durante los años del Trienio Constitucional (1820-1823). Toma su título del café situado cerca de la Puerta del Sol, que, con ese mismo nombre, sirvió de lugar de reunión a artistas y tribuna oratoria para políticos liberales.
En la novela, escrita entre 1867 y 1868, en parte durante un viaje a Francia poco después de la Revolución de Septiembre, se mezclan los hechos históricos reales con los asuntos personales de los personajes creados por Galdós, siguiendo una pauta de construcción literaria similar a la de los Episodios nacionales, aunque con los defectos de toda obra primeriza.

## Escenario histórico
Enmarcada en el reinado de Fernando VII (el «Rey Felón» de unos, para otros «El Deseado»), en sus páginas narra Galdós acontecimientos como el levantamiento del general Riego y la posterior llegada a Madrid el 24 de mayo de 1823 de los Cien Mil Hijos de San Luis para restablecer la tiranía del monarca. Reuniones clandestinas de logias masónicas y «sectas ultramontanas»; actuaciones de grandes oradores como Antonio Alcalá-Galiano; manifestaciones callejeras al son del Trágala; escaramuzas entre milicianos liberales y realistas; fusilamientos en masa y ejecuciones en la plaza de la Cebada tras la victoria absolutista… Doble escenario en el que Galdós desenreda la pasión patriótica junto a una pasión de corte clásico que le sirve de hilo argumental.

## Argumento
El eje sentimental de la trama narra la pasión amorosa entre Lázaro, joven romántico y liberal, y Clara, huérfana en casa de un tío de ideología absolutista y carácter intransigente.

## Significación
El analista y erudito galdosiano Joaquín Casalduero valora esta novela primera del escritor canario no solo como origen de toda su obra sino de la novela moderna en España.